# Faida di Sant'Ilario dello Jonio
La faida di Sant'Ilario dello Jonio è una faida di 'Ndrangheta scoppiata all'interno della 'ndrina D'Agostino-Belcastro-Romeo a Sant'Ilario dello Ionio in provincia di Reggio Calabria che ha provocato 8 morti ed è durata 10 anni: iniziata nel ferragosto del 1990 e conclusasi nel 2000 con l'operazione delle forze dell'ordine Primaluce. I Belcastro-Romeo si separeranno dai D'Agostino. La sentenza del processo Primaluce scaturito è stata annullata dalla Corte di Cassazione per due volte e nel novembre 2015 gli imputati nuovamente a giudizio dalla Corte d'Appello Vincenzo, e Luciano D'Agostino, sono stati assolti, mentre per Giuseppe Belcastro e Tommaso Romeo è stata confermata la condanna a 16 anni di carcere, e per Domenico D'Agostino la pena è stata fissata a 10 anni di detenzione.

## Eventi
- Il 15 agosto 1990 viene ucciso nel paese Emanuele Quattrone[1], personaggio sotto protezione dei D'Agostino, per conto dei De Stefano che allora erano in guerra a Reggio Calabria con i Condello-Imerti[1].
- Ad ottobre del 1990 viene ucciso Vincenzo Managò, capo dei vigili urbani[1].
- Nello stesso mese viene ucciso Benedetto Iurato[1].
- A luglio del 1991 viene ucciso a Canolo l'affiliato ai D'Agostino Vincenzo Siciliano, già ferito nel ferragosto del 1990[1].
- A maggio del 1993 viene ucciso in un bar di Sant'Ilario Antonio D'Agostino[1].
- Nella seconda metà del 1993 l'operazione Zagara delle forze dell'ordine blocca temporaneamente la faida[4][5][6][7].
- Il 2 giugno 2000 nella piazza principale di Sant'Ilario un killer fatto venire appositamente dalla Sicilia uccide Francesco Managò, figlio del già ucciso Vincenzo Managò[1], e ferisce Francesco Zirilli anche se l'obiettivo era Giuseppe Belcastro.
- Il 12 luglio 2000 a Locri viene ucciso Domenico D'Agostino[1].
- Il 19 luglio 2000 scatta l'operazione Primaluce che mette fine alla faida[2][1].